# Zachodzko
Zachodzko (niem. Hütten Hauland) – wieś w Polsce położona w województwie wielkopolskim, w powiecie nowotomyskim, w gminie Miedzichowo. Wieś jest położona przy drodze wojewódzkiej nr 160 i nieczynnej linii kolejowej Zbąszyń-Międzychód (przystanek kolejowy Zachodzko).
Pod koniec XIX wieku kolonia nazywała się Zachadzkie Holendry i wchodziła w skład powiatu międzyrzeckiego. Liczyła 982 ha i 42 dymy (domostwa) z 328 mieszkańcami, z czego 20 było wyznania katolickiego. W latach 1975–1998 gmina położona była w województwie gorzowskim. W 2011 w Zachodzku mieszkało 105 osób.
Około 2 km na północny zachód od wsi, na wzgórzu 109 m n.p.m. znajduje się wieża obserwacyjna, zwana Wieżą Marii.